# Вазерки
Вазерки — село в Бессоновском районе Пензенской области России. Административный центр и единственный населённый пункт Вазерского сельсовета.

## География
Село находится в центральной части Пензенской области, в пределах Сурско-Мокшанской возвышенности, в лесостепной зоне, на левом берегу реки Суры, на расстоянии примерно 7 километров (по прямой) к северу от села Бессоновки, административного центра района. Абсолютная высота — 145 метров над уровнем моря.
Климат
Климат характеризуется как умеренно континентальный. Средняя температура воздуха самого холодного месяца (января) составляет −12 °C; самого тёплого месяца (июля) — 20 °C. Годовое количество атмосферных осадков составляет около 500 мм. Снежный покров держится в среднем в течение 148 дней в году.

## История
Впервые упоминается в «Строельной книге города Пензы» (1666 г.) как слобода конных казаков. Топоним имеет мордовское происхождение и образован от сочетания глагола вайсемс — «тонуть, вязнуть» и существительного эрьке «озеро».
В 1697 году Вазерские казаки были переведены на службу в город Азов. Вазерские земли становятся собственностью помещиков, а село получает статус владельческого. Казачьи дворы и земли перешли во владения окольничему князю Михаилу Федоровичу Жировому-Засекину, постельничему Гавриле Ивановичу Головкину,  думному дьяку Протасию Никифорову, стольнику Федору Казинскому и Федору Панову. В том же году все земли сосредоточил в своих руках Г. И. Головкин, переведя сюда своих крестьян из разных деревень. В 1702 году здесь имелось 25 дворов жилых и 67 пустых. В 1702 году в вотчине Головкина имелась церковь во имя Пресвятой Богородицы. В начале августа того же года на село совершили нападение кубанские татары, при этом 22 человека было убито и 25 уведено в плен. В 1718 году в Вазерской слободе была построена новая церковь, освящённая во имя Николая Чудотворца. В 1742 году село переходит во владения Петра Федоровича Гринштейна (1700-1769), он в 1762 году начинает строить храм Троицы Живоначальной.  В 1769 году село переходит в вечное потомственное владение Адаму Васильевичу Олсуфьеву, его сыновья достраивают храм, а в 1850- е года выменивают поместье своему родственнику князю Алексею Шаховскому.
Имелось 353 дворов, 3 мельницы, 12 лавок и 3 церкви (Покрова Пресвятой Богородицы, Вознесения Господня (деревянные) и Живоначальной Троицы (каменная)). В 1815 году после пожара, был возведён новый каменный храм Покрова Пресвятой Богородицы.
С 60-х годов XIX века по 20-е годы XX века являлось центром Вазерской волости Мокшанского уезда. В 1910 году имелись одна община, 391 двор, церковь, земская школа, одна паровая и две ветряные мельницы, кузница, три пекарни и десять лавок. С течением времени в черту села вошли окрестные деревни и хутора: Пачелка, Покровские Вазерки, Любятчики, Ёра, Андроновка и Усть-Вазерки.
В 20-е годы XX века была образована коммуна «Заветы Ленина». В 1955 году в селе находилась центральная усадьба колхоза имени Ворошилова.

## Население
| 1747  | 1864  | 1897  | 1910  | 1926  | 1930  | 1959  |
| ----- | ----- | ----- | ----- | ----- | ----- | ----- |
| 1526  | ↘1204 | ↗1686 | ↗2015 | ↗2353 | ↗2704 | ↘1520 |
| 1970  | 1979  | 1989  | 1998  | 2002  | 2010  | 2012  |
| ↗2480 | ↘2191 | ↗2691 | ↗2699 | ↘2463 | ↗2576 | →2576 |
| 2013  | 2014  | 2015  | 2016  | 2017  | 2018  | 2021  |
| ↗2591 | ↗2629 | ↗2653 | ↗2674 | ↗2677 | ↗2682 | ↘2200 |

Половой состав
По данным Всероссийской переписи населения 2010 года в гендерной структуре населения мужчины составляли 47,7 %, женщины — соответственно 52,3 %.
Национальный состав
Согласно результатам переписи 2002 года, в национальной структуре населения русские составляли 94 % из 2463 чел.

## Инфраструктура
Действуют средняя школа, детский сад, врачебная амбулатория, фельдшерско-акушерский пункт, дом культуры, филиал Бессоновской школы искусств, библиотека, отделение связи, отделение Сбербанка, АТС и православная церковь.

## Улицы
Уличная сеть села состоит из 11 улиц и 4 переулков.

## Достопримечательности
|  |  |  |  |  |  |  |  |
|  |  |  |  |  |  |  |  |